# Kanton Saint-Hilaire-du-Harcouët
Saint-Hilaire-du-Harcouët is een kanton van het Franse departement Manche. Het kanton maakt deel uit van het arrondissement Avranches.

## Geschiedenis
Op 22 maart 2015 werden de aangrenzende kantons Saint-James en Le Teilleul opgeheven. Van dit laatste kanton werden de gemeenten Buais, Saint-Symphorien-des-Monts en Savigny-le-Vieux opgenomen, van Saint-James alle 12 gemeenten. Hierdoor nam het aantal gemeenten in het kanton toe van 12 naar 27. 
Op 1 januari 2016 fuseerden Buais en Saint-Symphorien-des-Monts tot de commune nouvelle Buais-Les-Monts.
Eveneens Op 1 januari 2016 fuseerden Chèvreville, Martigny, Milly en Parigny tot de commune nouvelle Grandparigny en werden Saint-Martin-de-Landelles en Virey toegevoegd aan Saint-Hilaire-du-Harcouët.
Op 1 januari 2017 werden Argouges, Carnet, La Croix-Avranchin, Montanel, Vergoncey en Villiers-le-Pré opgeheven en aangehecht bij Saint-James.

## Gemeenten
Het kanton Saint-Hilaire-du-Harcouët omvat sindsdien de volgende 15 gemeenten:
- Buais-Les-Monts
- Grandparigny
- Hamelin
- Lapenty
- Les Loges-Marchis
- Le Mesnillard
- Montjoie-Saint-Martin
- Moulines
- Saint-Aubin-de-Terregatte
- Saint-Brice-de-Landelles
- Saint-Hilaire-du-Harcouët
- Saint-James
- Saint-Laurent-de-Terregatte
- Saint-Senier-de-Beuvron
- Savigny-le-Vieux

Agon-Coutainville · Avranches · Bréhal · Bricquebec-en-Cotentin · Carentan-les-Marais · Cherbourg-en-Cotentin-1 · -2 · -3 · -4 · -5 · Condé-sur-Vire · Coutances · Créances · Granville · La Hague · Isigny-le-Buat · Le Mortainais · Les Pieux · Pont-Hébert · Pontorson · Quettreville-sur-Sienne · Saint-Hilaire-du-Harcouët · Saint-Lô-1 · -2 · Valognes · Val-de-Saire · Villedieu-les-Poêles